# Scudder Mountain
Der Scudder Mountain ist ein 2280 m hoher Berg in der antarktischen Ross Dependency. Im Königin-Maud-Gebirge ragt er zwischen den Organ Pipe Peaks und Mount McKercher an der Ostflanke des Scott-Gletschers auf. 
Die geologische Mannschaft um Quin Blackburn (1900–1981) entdeckte den Berg im Dezember 1934 bei der zweiten Antarktisexpedition (1933–1935) des US-amerikanischen Polarforschers Richard Evelyn Byrd. Sein Name erscheint erstmals im botanischen Bericht Paul Siples zu dieser Expedition. Der weitere Benennungshintergrund ist nicht überliefert.